# 大凌河
大凌河（だいりょうが、拼音: dàlíng hé）は、中華人民共和国東北部遼寧省の西部（遼西）を流れる大きな河川。河北省東部の灤河水系と、遼寧省中央部の遼河水系の間を流れている。古くは白狼河、白狼水と呼ばれたが、遼代に霊河と改名され、金代に凌河と改名された。元代以降、西に隣接して流れる小凌河と区別するために大凌河と称するようになった。
大凌河の上流は、南北二つの支流に分かれている。北の支流は凌源市に発し、南の支流は建昌県に発する。カラチン左翼モンゴル族自治県で合流して、東北方向に流れを変え朝陽市の中心部を通り、北票市で東南へ向きを変える。
下流では医巫閭山に阻まれるようにして向きを南へ変え、凌海市で渤海の遼東湾に注ぐ。河口は三角州になっており、遼河（双台子河）の河口はすぐ東に隣接している。小凌河河口の三角州は大凌河河口の三角州のすぐ西にあり、ほぼ一体化している。
全長は397km、年平均流量は16.67億立方メートル。